# 奧吉伊夫卡 (海辛區)
48°43′0″N 29°36′12″E / 48.71667°N 29.60333°E
奧吉伊夫卡（烏克蘭語：Огіївка），是烏克蘭的村落，位於該國西南部文尼察州，由海辛區負責管轄，始建於1800年，面積1.53平方公里，海拔高度206米，2001年該村落人口378。